# Đan Hà Tử Thuần
Đan Hà Tử Thuần (zh. 丹霞子淳, ja. Tanka Shijun, 1064-1117) là Thiền sư Trung Quốc đời Tống. Sư là pháp tử của Thiền sư Phù Dung Đạo Khải, thuộc đời thứ 9 của Tông Tào Động. Đệ tử của sư có một số vị nổi danh như Chân Yết Thanh Liễu, Hoằng Trí Chính Giác, Đại Thừa Lợi Thăng và Đại Hồng Khánh Dự.

## Cơ duyên và hành trạng
Sư tên là Cổ Đức Thuần (zh. 賈德淳), quê ở huyện Tử Đồng, Kiếm Châu, tỉnh Tứ Xuyên.
Năm 20 tuổi, sư xuất gia. Đến năm 27 tuổi, sư thọ giới cụ túc. Sư từng đến tham học với nhiều vị Thiền sư nổi tiếng đương thời như Chơn Như Cung Triết (zh. 眞如恭喆), Chân Tịnh Khắc Văn (zh. 眞淨克文), Đại Hồng Báo Ân (zh. 大洪報恩). Cuối cùng, sư đến yết kiến Phù Dung Đạo Khải ở núi Đại Dương. Cơ duyên khế hợp, sư triệt ngộ và trở thành pháp tử của Phù Dung.
Sau khi được truyền tâm ấn, sư đến hoằng pháp ở núi Đan Hà, Nam Dương. Kế tiếp, sư dời đến trụ tại núi Đại Thừa ở Đường Châu và núi Đại Hồng ở Tùy Châu. Ở các đạo tràng này, sư đều tận lực đề xướng tông phong Tào Động.
Sư dạy chúng:
"Trong càn khôn giữa vũ trụ, ở trong có một hòn ngọc ẩn tại hình sơn? Triệu Pháp sư nói thế ấy, chỉ khéo chỉ dấu nói vết, vẫn không thể chỉ bày cho người. Ngày nay Đơn Hà mở hoác vũ trụ đập nát hình sơn, vì mọi người chỉ ra, người đủ mắt biện lấy." Sư cầm cây gậy chao một cái nói: "Lại thấy chăng? Cò trắng trên tuyết sắc vẫn khác, trăng sáng hoa lau chẳng giống nhau."
Có vị tăng hỏi sư: "Ngưu Đầu (Thiền sư Pháp Dung) khi chưa thấy Tứ Tổ (Đạo Tín) thì thế nào?" Sư đáp: "Cúc vàng vừa nở ong đua hút." Tăng hỏi: "Sau khi thấy thì thế nào?" Sư đáp: "Mầm khô hoa rụng rõ không nương."
Vào ngày 11 tháng 3 năm thứ 7 (1117) niên hiệu Chính Hòa, sư thị tịch. Tháp mộ an trí ở phía Nam của Hồng Sơn.
Sư có để các tác phẩm là: Đan Hà Thuần Thiền Sư Ngữ Lục (zh. 丹霞淳禪師語錄, 2 quyển), Hư Đường Tập (zh. 虛堂集, 3 quyển). Đến đời Nguyên, Thiền sư Lâm Tuyền Tùng Luân thêm vào lời dạy chúng và bình luận của mình vào các công án trong Hư Đường Tập của Đan Hà, tạo thành bộ Lâm Tuyền Lão Nhân Bình Xướng Đơn Hà Thuần Thiền Sư Tụng Cổ Hư Đường Tập (zh. 林泉老人評唱丹霞淳禪師頌古虛堂集, ja. Rinsenrōjinhyōshōtankajunzenjijukokidōshū, 6 quyển).